# L'ultimo eroe (romanzo)
L'ultimo eroe è un romanzo del 2001 scritto da David Baldacci Ford.

## Trama
Web London ha 38 anni ed è un veterano dell'HRT il reparto speciale che interviene contro azioni di terrorismo e lotta alla criminalità organizzata in Washington. Tutta la sua squadra, tranne lui, viene decimata un attimo prima di fare irruzione nel covo di una grossa banda di trafficanti di droga. Qualcosa lo ha bloccato al momento di intervenire. Da questo momento parte alla ricerca del colpevole che ha ucciso tutti i suoi compagni, con l'aiuto di Paul Romano, l'ultimo disposto ancora a credere che lui è vivo solo per miracolo e non c'entra nulla con l'attentato, e con l'aiuto della sua psicologa Claire Davies che sostituisce lo psicologo che lo ha curato per anni, dopo una missione finita in tragedia a Waco, il dottor Ed O'Bannon. Alla fine tutto sembra riportare Web a quella storia di Waco, quando fu gravemente ferito in una missione di salvataggio in una scuola elementare, dove un gruppo di terroristi si era barricato con l'intento di sterminare gli alunni e le maestre della scuola.
Con sorpresa entrano in scena un potente trafficante di droga, il cui figlio è l'unico oltre a Web ad essere stato testimone dello sterminio della sua squadra, che però è stranamente sparito e sostituito da un altro ragazzo; un agente infiltrato che aveva fatto la soffiata viene considerato anch'esso in combutta con gli attentatori, la famiglia Canfield il cui figlio era morto nella scuola di Waco. Una miscela di avvenimenti che portano Web a scoprire che in fin dei conti qualcuno voleva che anche lui morisse nella strage e che lo vuole ancora morto.

## Edizioni
- David Baldacci Ford, L'ultimo eroe, traduzione di Tullio Dobner, collana I Miti, Arnoldo Mondadori Editore, 2002,  p. 594, ISBN 88-04-51788-3.